# Château Haut Chatain
 (avril 2011).
Si vous disposez d'ouvrages ou d'articles de référence ou si vous connaissez des sites web de qualité traitant du thème abordé ici, merci de compléter l'article en donnant les références utiles à sa vérifiabilité et en les liant à la section « Notes et références ».
Le Château Haut Chatain se situe sur la commune de Néac, dans le prolongement du plateau de Pomerol, au lieu-dit Chatain en Gironde. Il bénéficie de sols et de sous-sols très différents, répartis sur l’AOC Lalande-de-Pomerol, l'AOC Montagne-saint-émilion.

## L'histoire
C’est en 1912 que Pierre Henri Lacoste s’est installé vigneron sur les terres du Domaine du Chatain à Néac. Auparavant transporteur de vin, il apportait les barriques de vin à bord de sa charrette attelée à son cheval jusqu’au port de Libourne.
De leur côté, Marguerite et Georges Rivière concrétisèrent leur métier de vigneron en achetant des terres et des vignes aux Graves de Lavergne (commune de Néac) en 1917.
C’est avec le mariage de Denise Lacoste (fille de Pierre Henri Lacoste) et d’André Rivière (petit-fils de Marguerite et Georges Rivière) que les deux propriétés furent unies pour former le Château Haut Chatain.
Aujourd’hui, c’est Martine Rivière, leur fille, qui gère, élabore et commercialise le vin de la propriété familiale et perpétue ainsi la tradition et le savoir-faire transmis depuis plus de 5 générations. 

## Le terroir
D'une superficie de 12 hectares, le vignoble est planté à 80 % de merlot, 10 % de cabernet franc et 10 % de cabernet sauvignon à raison de 6 000 pieds à l’hectare de vignes d'un âge moyen de 40 ans. Elles sont conduites en taille Guyot simple.
Le terroir est composé de sols argilo-calcaire très argileux au sud-est de Néac en bordure de Saint-Émilion, ainsi que de graves avec des argiles en profondeur sur le côté ouest de Néac. 
La vigne est conduite de façon raisonnée et sans herbicide. Un éclaircissage, ainsi qu'un effeuillage d'un seul côté donne des rendements de 35 à 45 hl/ha.

## Les vinifications
Les raisins sont récoltés manuellement, éraflés puis triés sur une table vibrante à soufflerie qui ne garde que les meilleurs raisins ainsi que les meilleurs jus. Les cuves sont en inox thermo-régulées.
La vinification comporte une macération pré-fermentaire à froid pendant quelques jours pour extraire la couleur, puis une fermentation alcoolique à 28 degrés durant une semaine 
suivie d'une fermentation malo-lactique d’un tiers de la récolte en fûts neufs, le reste en cuves
L'élevage dure 18 mois, soit en barrique, soit en cuve suivant les vins. Un collage traditionnel au blanc d’œuf, ainsi qu'une filtration à la mise en bouteilles sont parfois nécessaires.

## Les vins
- AOC Lalande-de-pomerol
  - Château Haut Châtain - Cuvée Prestige
  - Château Haut Chatain - Cuvée Traditionnelle
  - Château La Rose Chatain

- AOC Montagne-Saint-Emilion
  - Château Lacoste Chatain

- AOC Bordeaux supérieur
  - Château Haut Chatain
  - Château Haut Pigeonnier

- AOC Bordeaux Clairet
  - Château Haut Chatain - Noctis

- AOC Bordeaux Rosé
  - Château Haut Chatain - Rozéa